# Michelle Ye

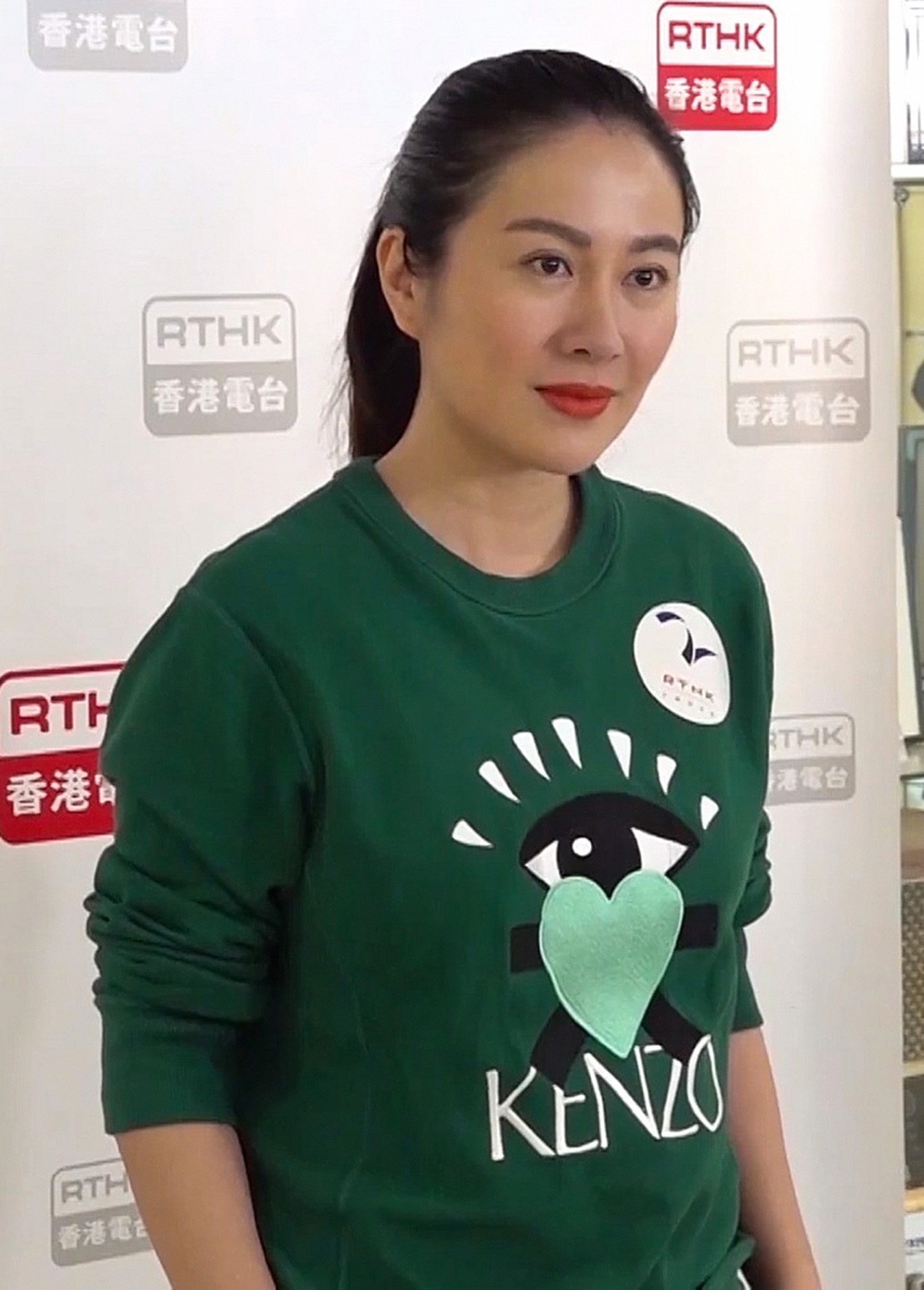
Michelle Ye en 2020.

Michelle Ye (chinois : 葉璇, née le 14 février 1980) est une actrice hongkongaise originaire de Zhejiang, Chine. Ye a ensuite signé un contrat avec TVB en 1999 à 2005. Après avoir quitté TVB, elle a signé avec Rich & Famous Talent Management Group pour poursuivre une carrière au cinéma.
Ye parle couramment le cantonais, l'anglais et le mandarin. Elle a immigré aux États-Unis à l'âge de 11 ans. Elle a assisté à John Dewey High School où elle a remporté la première place à la International Science and Engineering Fair dans le secteur de botanique (1998). Elle était un étudiant boursier à Wellesley College, mais à gauche avant de passer à poursuivre une carrière dans l'industrie du divertissement.

## Récompenses et nominations
- (1998) Gagné deuxième finaliste au "Miss Greater Chinatown NYC beauty pageant 1998"
- (1999) Couronné d'abord comme des "Miss Chinese International Pageant 1999"
- (1999) Gagné attribution "Miss classic beauty" en "Miss Chinese International 1999"
- (2002) Désigné comme "Actrice la plus améliorée" pour Prix du 35e anniversaire de TVB
- (2002) Désigné comme "Favoris de partenariat" avec Raymond Lam pour Prix du 35e anniversaire de TVB
- (2003) Désigné comme "Actrice la plus améliorée" pour Prix du 36e anniversaire de TVB
- (2003) Désigné comme "Actrice préférée" pour Prix du 36e anniversaire de TVB
- (2003) Désigné comme "Favoris de partenariat" avec Raymond Lam et Kenneth Ma pour Prix du 36e anniversaire de TVB
- (2005) Désigné comme "Meilleur nouvel espoir" en Hong Kong Golden Horse Award pour Moonlight in Tokyo
- (2009) Désigné comme "La meilleure actrice" en 66e cérémonie des Mostra de Venise pour Accident
- (2010) Gagné "Meilleur second rôle féminin" en 29e cérémonie des Hong Kong Film Awards pour Accident

## Filmographie

### Série télévisée
- 2000 : Street Fighter
- 2000 : Reaching Out
- 2001 : Gods Of Honour
- 2002 : Eternal Happiness
- 2002 : Network Love Story
- 2002 : Treasure Raiders
- 2002 : Golden Faith
- 2003 : Lofty Waters Verdant Bow
- 2003 : The Case of the Green Hair (mini-film)
- 2003 : The Driving Power
- 2003 : Triumph in the Skies
- 2003 : Evil Butterfly
- 2003 : Oriental Flower Maiden (drame musical)
- 2004 : Hard Fate - Commentaires Apparence
- 2004 : Lost in the Chamber of Love
- 2005 : The Herbalist's Manual
- 2005 : World's Finest
- 2005 : Central Affairs I
- 2006 : Central Affairs II
- 2007 : Liao Zhai II
- 2007 : Jiao Yi Sheng Ma Ma
- 2007 : Bou Zaap Tin Hau (Tutor Queen)
- 2009 : Lady Yang
- 2010 : Grandma's Ancient City

### Film
- 2005 : Moonlight in Tokyo
- 2006 : Undercover Hidden Dragon - Commentaires Apparence
- 2007 : The Closet (Yi Zhong)
- 2007 : Simply Actors  (Hei Wong Zi Wong) - Commentaires Apparence: Judy
- 2007 : 1st 7 Day
- 2008 : Sniper
- 2008 : Lady Cop & Papa Crook
- 2009 : Murderer
- 2009 : The First 7th Night
- 2009 : Accident
- 2009 : Vengeance
- 2009 : Murderer
- 2010 : Fire of Conscience
- 2010 : Dream Home
- 2010 : Once a Gangster
- 2011 : Overheard 2
- 2014 : Overheard 3